# 液态水含量
液态水含量(LWC) 是在一定量的干燥空气中含有的云中水质量的量度。它通常以每体积空气 (g/m3) 或空气质量 (g/kg) 来度量 (Bohren, 1998)。LWC与其他三个云微物理变量密切相关：云滴有效半径、云滴数浓度和云滴大小分布（Wallace，2006）。计算LWC能够确定可能形成的云层类别，对天气预报用处很大。例如，LWC值很高的积雨云与雷暴和大雨有关，而LWC值很低的卷云与降水没有直接关系。

## 特征
云的液态水含量根据给定位置的大气中存在的云的类型而显著变化。云的分类与液态水的含量以及云的来源密切相关。这两者的结合使预报员能够根据正在形成或已经形成的云的类型更容易地预测一个区域内的条件类型。

### 与云的分类有关
具有低密度的云，例如卷云，含有很少的水，因此导致相对较低的液态水含量值约为 0.03 g/m3 。具有高密度的云，如积雨云，具有更高的液态水含量值，约为 1～3 g/m3 ，因为在相同数量的空间中存在更多的液体。下表给出了各种云类型的典型 LWC 值（Thompson，2007）。
| 云属   | LWC (g/m3 ) |
| ------ | ----------- |
| 卷云   | .03         |
| 雾     | .05         |
| 层云   | .25～.30    |
| 积云   | .25～.30    |
| 层积云 | .45         |
| 积雨云 | 1.0～3.0    |

### 海洋云系与大陆云系
海洋云的水滴数量往往比大陆云少。大多数海洋云的液滴浓度在 100 滴/cm3和大约 200 滴/cm3之间（Wallace，2006）。由于大陆上空含有的云凝结核通常比较多，大陆云的液滴浓度要高得多，最高可达 900 滴/cm3左右（Wallace，2006）。然而，海洋云中的液滴半径往往更大，因此最终结果是两种云的 LWC 值很接近（Linacre，1998）。

## 测量手段
有几种方法可以用来测量云的液态水含量。
一种方法涉及电热丝，电热丝连接电源并设在飞机外部。当它穿过云层时，水滴会撞击电线并蒸发，从而降低电热丝的温度。测量由此引起的电阻变化并用于确定维持温度所需的功率。该功率值可以转换为 LWC 的值。 （Wallace，2006）。
另一种方法涉及使用来自大量液滴的散射光的仪器。然后将该值转换为 LWC 的值。（Wallace，2006）。
云室也可用于通过去除室内空气来降低压力来模拟大气中的绝热上升。以下部分中显示的一系列方程显示了如何在此过程中计算 LWC。（Thompson，2007）。

## 方程/关系
很多方程可用于确定 LWC 及其影响因素。与 LWC 相关的最重要的变量之一是云的液滴浓度。

### 云滴浓度
云的液滴浓度是指一定体积的云中水滴的数量，通常为一立方厘米（Wallace，2006）。液滴浓度的公式如下：
{\displaystyle n=N/V}
在这个方程中，N 是体积中水滴的总数，V 是被测量云的总体积。将其转换为 LWC 可得到如下所示的等式：
{\displaystyle LWC=(m_{w}*n)/N}
在这个方程中，mw是空气包裹中水的质量。

### 云室
一种常见的实验类型是涉及一个云室，该云室被减压以模拟空气包裹的绝热上升。确定 LWC 的简易公式如下所示（Thompson，2007）：
{\displaystyle LWC=m_{w}/V_{c}}
Mw 是云室中水的质量，Vc 是云室的体积。通过涉及凝结潜热的方程可以获得云室中液态水的质量（Thompson，2007）：
{\displaystyle m_{w}={\frac {-m_{a}\cdot c_{p}\cdot \Delta T_{a}}{L_{c}(T)}}}
上式中，Lc(T) 是温度 T 下水的凝结潜热，ma是云室中空气的质量， cp是恒压下干燥空气的比热，{\displaystyle \Delta T_{a}}是由于潜热引起的空气温度变化。